# Župa Slivnica pri Celju
Župa Slivnica pri Celju je rimokatolička područna župa dekanata Šmarje pri Jelšah Biskupije Celje.
Sve do 7. travnja 2006., kada je osnovana Celjska biskupija, župa je bila dio Kozjanskog naddekanata Mariborske biskupije. Župna crkva nalazi se u Slivnici pri Celju, a posvećena je sv. Mariji Magdaleni.
Ovo je rodna župa Janeza (Ivana) Kranjca – katoličkog svećenika i mučenika.